# يواكيم هير

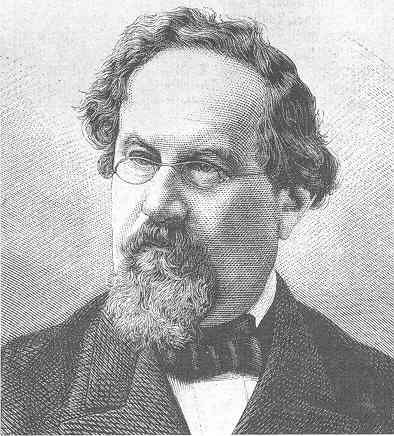
يواكيم هير

يواكيم هير (25 أيلول / سبتمبر 1825 – 1 آذار / مارس 1879) سياسي سويسري و عضو المجلس الاتحادي السويسري (1875-1878).